# PHP-Nuke
PHP-Nuke és un sistema automatitzat de notícies en el languatge de programació PHP que utilitza bases de dades, especialment dissenyat per a ser usat en Intranets i Internet.
L'administrador té control total de la web. Per a utilitzar PHP-Nuke es necessita un ordinador, un servidor de bases de dades compatible amb SQL (altament provat amb MySQL), un servidor HTTP Apache, una versió de 4.0 o superior de PHP instal·lada i funcionant. PHP-Nuke i totes les eines per a utilitzar-lo estan disponibles sota la llicència GPL, pel que són gratuïts i totalment adaptables a les necessitats del lloc. PHP-Nuke és un SGC, com PostNuke (Derivat d'una versió de PHP-Nuke) o Drupal. Destaca la possibilitat d'incorporar-li una gran quantitat de mòduls capaços de realitzar diverses tasques tals com la gestió de descàrregues, fòrums de discussió, botigues de comerç electrònic, etc.